# Meriola arcifera
Meriola arcifera är en spindelart som först beskrevs av Simon 1886.  Meriola arcifera ingår i släktet Meriola och familjen flinkspindlar. Inga underarter finns listade i Catalogue of Life.